# Trogostolon falcinellus
Trogostolon falcinellus là một loài dương xỉ trong họ Davalliaceae. Loài này được C. Presl Copel. mô tả khoa học đầu tiên.